# Master 7 FC
El Master 7 FC es un equipo de fútbol de Laos que juega en la Liga Premier de Laos, la primera categoría de fútbol del país.

## Historia
Fue fundado en el año 2017 en la capital Vientiane, debutando al año siguiente en la Liga Premier de Laos donde terminó en cuarto lugar.
En 2019 finaliza de subcampeón de liga solo detrás del Lao Toyota FC, con lo que clasifica a la Copa AFC 2020, su primera aparición en un torneo internacional, en la que es eliminado en la segunda ronda preliminar por el Svay Rieng FC de Camboya.

## Participación en competiciones de la AFC
| Temporada | Torneo   | Ronda          | Club          | Casa | Visita | Global |
| --------- | -------- | -------------- | ------------- | ---- | ------ | ------ |
| 2020      | Copa AFC | 2.ª Preliminar | Svay Rieng FC | 0-3  | 1-4    | 1-7    |